# Neoimpresjonizm

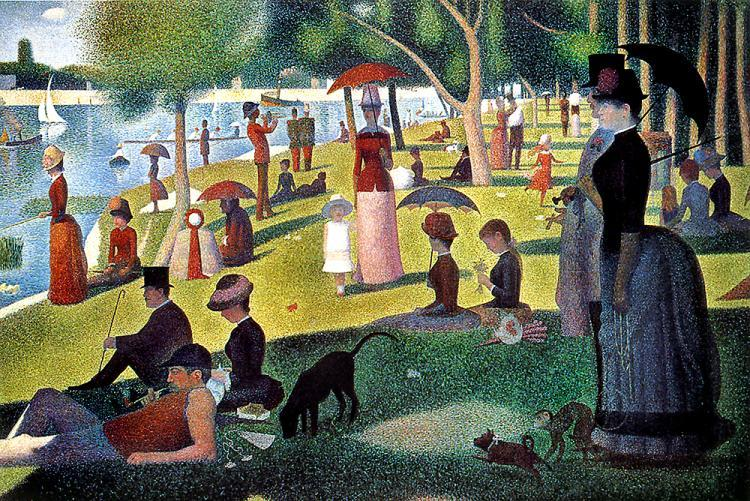
Georges Seurat, Niedzielne popołudnie na wyspie Grande Jatte

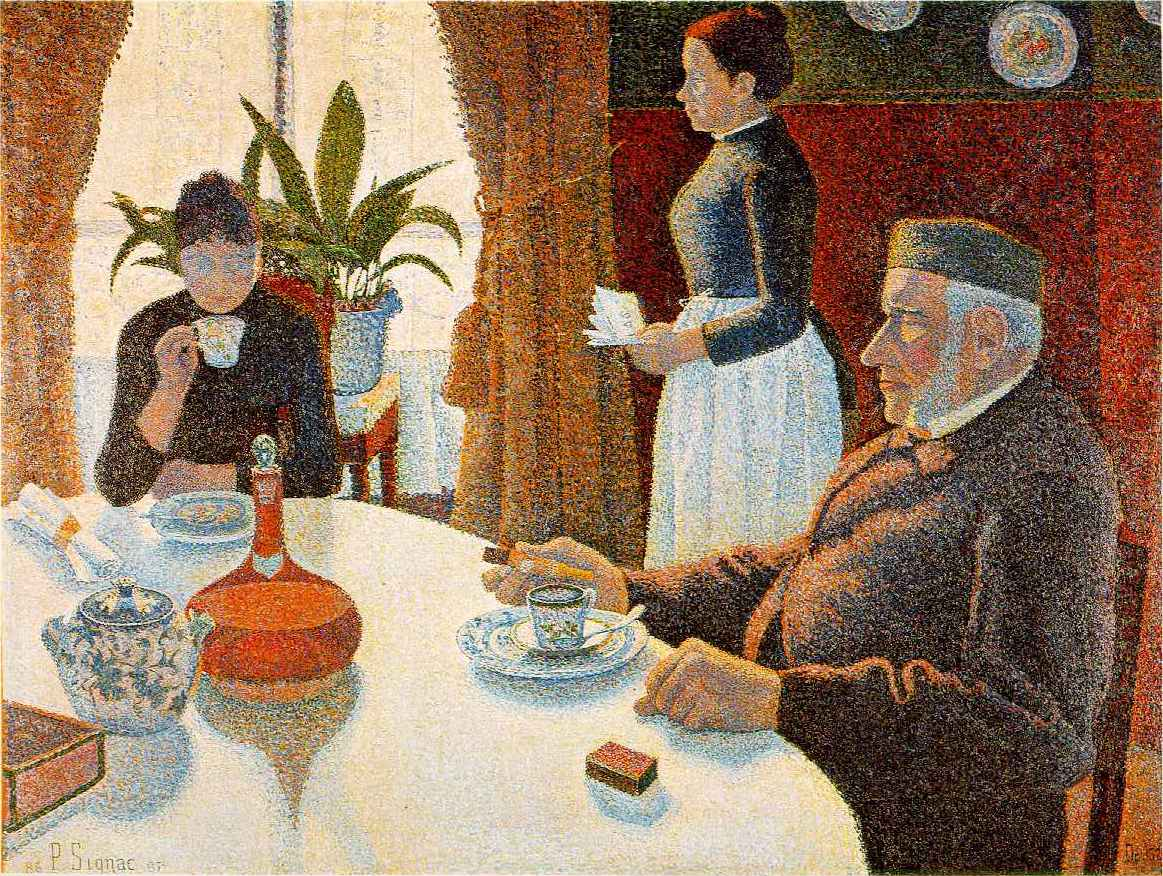
Paul Signac, Śniadanie, 1886-1887

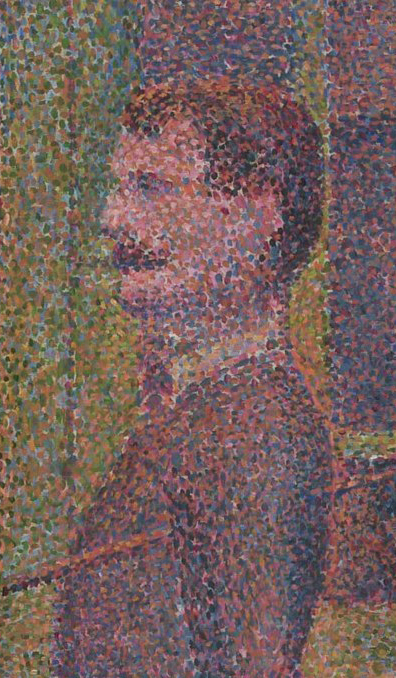
Georges Seurat, Parada, 1889 (detal)

Neoimpresjonizm – kierunek w malarstwie francuskim, zapoczątkowany ok. 1880 roku przez Georges’a Seurata i dążący do zreformowania impresjonizmu poprzez zastąpienie lirycznej improwizacji ścisłą metodą budowania obrazu z wykorzystaniem naukowych zdobyczy optyki, analizy światła i koloru, fizjologii i psychologii widzenia. Termin został stworzony przez krytyka sztuki Félixa Fénéona.

## Charakterystyka
Nurt ten był jednym z wielu zjawisk sztuki postimpresjonizmu. Jego zwolennicy, m.in. Paul Signac, Camille i Lucien Pissarro, Henri Edmond Cross, pierwszą wystawę zorganizowali w Salonie Niezależnych w roku 1884.
W płótnach swych stosowali zasadę dywizjonizmu i technikę puentylizmu polegającą na malowaniu drobnymi punktami czystej farby. Ich stosunek do malarstwa charakteryzował się ściśle naukowym podejściem; instynktowna, spontaniczna metoda pracy impresjonistów była dla nich zupełnie obca, co było wyrazem dziewiętnastowiecznych (zwłaszcza w drugiej połowie) nadziei pokładanych w naukach przyrodniczych i skrajnej nieufności wobec irracjonalności. Metoda twórcza sprowadzała się do uważnego stawiania punktów czystego koloru (niektóre obrazy miały powstać nawet bez użycia pędzla – za pomocą zapałki). Na palecie nie mieszano farb (z wyjątkiem sąsiadujących ze sobą kolorów, jak czerwień – oranż – żółcień, czy błękit – zieleń – żółcień), kolory mieszały się optycznie w oku widza, który z kolei, aby to było możliwe, nie mógł stać zbyt blisko. Mieszanie farb na palecie uważali neoimpresjoniści za brudzenie koloru, nadawanie mu zbytniej materialności, podczas gdy ich metoda zapewniała farbie wrażenie niematerialności właściwej światłu. Neoimpresjoniści wrócili też do zwyczajów praktykowanych przed impresjonistami – w plenerze poprzestawali na szkicach, właściwe dzieło powstawało w pracowni. Obrazy powstawały w procesie wymagającym dużej cierpliwości, Seuratowi niektóre zajmowały ponad rok. Metoda twórcza neoimpresjonistów dążyła do obiektywizacji sztuki, wyeliminowania z niej subiektywności malarza, i w tym sensie odwracała założenia impresjonizmu o 180 stopni. Po przedwczesnej śmierci Seurata, jego kontynuatorzy i naśladowcy doprowadzili do skostnienia twórczej metody w dogmat, normatywną estetykę, co mocno osłabiło żywotność ruchu.
Jednym z bardziej znanych obrazów neoimpresjonistów jest La grande Jatte (Niedzielne popołudnie na wyspie Grande Jatte) Seurata (1886) i Kąpiący się w Asnières.